# Kwak Sin-ae
Kwak Sin-ae (nacida en 1968) es una productora de cine surcoreana, CEO de Barunson Entertainment & Arts Corporation, con sede en Seúl, más conocida por ser la productora de la película Parásitos de 2019. Ganó el Premio a la mejor película en los 92.º Premios Óscar y el premio a la Mejor Película en los Premios Asia Pacific Screen, y fue nominada a Mejor Película en los 73° Premios BAFTA.